# 姫路市立城山中学校
姫路市立城山中学校（ひめじしりつ しろやまちゅうがっこう）は、兵庫県姫路市飾東町豊国にある公立中学校。

## 沿革
戦後の学制改革により谷外村・谷内村の2か村に設置された中学校が本校の前身である。校地の確保と校舎の建設が大きな課題であったことから2か村をはじめ周辺の小規模な町村は組合立中学校の設立を検討する。御国野村、花田村等との組合立を模索したが校地問題などで折り合いがつかず、谷外村・谷内村はそれぞれの中学校を閉校して組合立城山中学校を設立した。
- 1947年（昭和22年）4月22日 - 飾磨郡谷内村立谷内中学校・谷外村立谷外中学校設立。
- 1948年（昭和23年）4月1日 - 谷内中学校・谷外中学校を統合し、学校組合立城山中学校設立。
- 1954年（昭和29年）8月1日 - 谷外村・谷内村が合併して飾東村発足により飾東村立城山中学校と改称。
- 1958年（昭和33年）1月1日 - 飾東村の姫路市へのに編入により姫路市立城山中学校と改称。
- 1960年（昭和35年）5月30日 - 校歌制定（選詞:松井利男、作曲:秋月直胤。本来はニ長調であるが一時期ハ長調に移調したものが用いられてきた[2][3]。）

## 部活動

### 運動部
- 野球部
- 陸上競技部
- 男子バスケットボール部
- 女子バレーボール部
- 女子ソフトテニス部

### 文化部
- ギターマンドリン部
- 茶道部
- 筝曲部

## 通学区域
以下の小学校の通学区域。
- 姫路市立谷外小学校
- 姫路市立谷内小学校

## 著名な出身者
- 清元秀泰（姫路市長、東北大学教授）
- 藤原虹気（元プロ野球選手） - 元埼玉西武ライオンズ
- 松浦亜弥（歌手） - 藤原虹気と同級生

## 通学区域が隣接している学校
- 姫路市立豊富小中学校
- 姫路市立増位中学校
- 姫路市立花田中学校
- 姫路市立東中学校
- 加古川市立志方中学校
- 加西市立善防中学校